# Lipiny Dolne-Kolonia
Lipiny Dolne-Kolonia – kolonia w Polsce położona w województwie lubelskim, w powiecie biłgorajskim, w gminie Potok Górny.
W latach 1975–1998 miejscowość administracyjnie należała do województwa zamojskiego.
Wierni Kościoła rzymskokatolickiego należą do parafii Matki Bożej Częstochowskiej w Lipinach Górnych.